# Kalahari

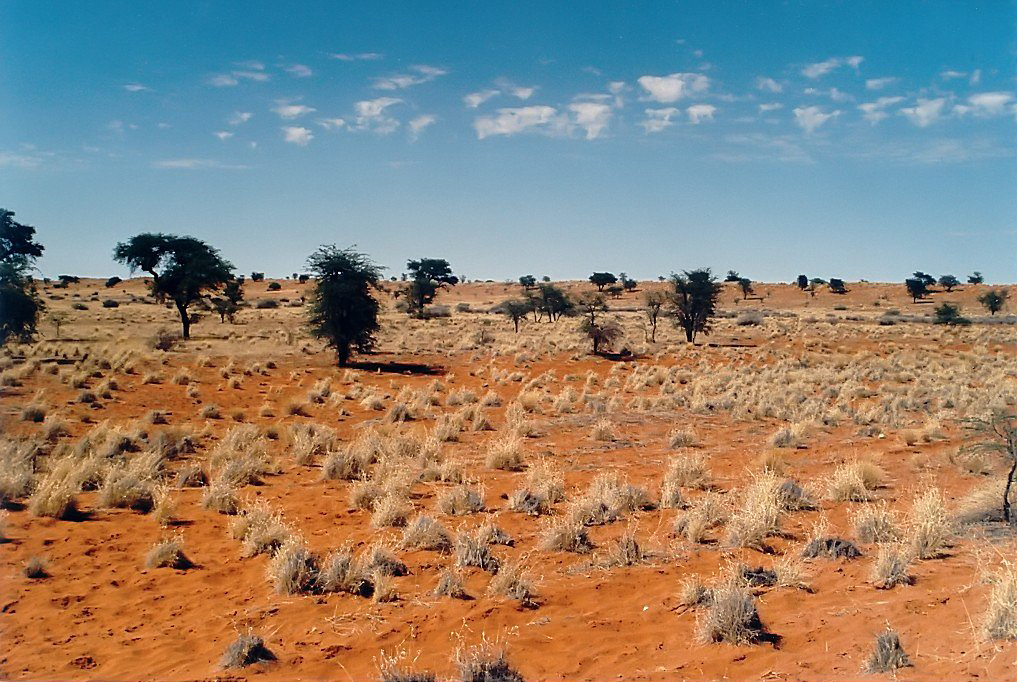
El Kalahari a Namíbia

El Kalahari és un desert semiàrid i sorrenc de l'Àfrica austral, que té una extensió d'uns 500.000 km². Ocupa el 70% de Botswana, i parts de Namíbia i Sud-àfrica. Altres fonts estendrien l'àrea del Kalahari fins als dos milions i mig de quilòmetres quadrats, arribant a Zimbàbue, Angola i Zàmbia.
Malgrat les limitacions del seu medi, ja era habitat d'ençà dels primers homínids; per exemple, es van descobrir fòssils d'Australopithecus africanus a la localitat del sud de Kalahari, de Taung.
El Kalahari és format per vastes zones cobertes per sorres de tons vermellosos i marrons i sense cap mena d'aigua a la superfície, ni permanent ni estacional. Tanmateix, el Kalahari no és un autèntic desert. Algunes parts del Kalahari reben més de 250 mm de pluja al llarg de l'any i tenen bastant vegetació; només és àrid de debò al sud-oest (menys de 175 mm de pluja anual), fet que en fa un desert fòssil.
En aquesta zona del món hi la les llengües amb els sistemes més extensos de fonemes coneguts, amb uns 140 fonemes.

## Etimologia
Kalahari deriva de la paraula tswana Kgala, que significa "la gran set", o Kgalagadi, que significa "un lloc sense aigua"; el Kalahari té grans àrees cobertes per sorra vermella sense cap aigua superficial permanent.

## Geografia
El drenatge del desert és per valls negres seques, zones inundades estacionalment i les grans salines de Saladar de Makgadikgadi a Botswana i Etosha Pan a Namíbia. L'únic riu permanent, l'Okavango, desemboca en un delta al nord-oest, formant aiguamolls rics en fauna. Els antics llits secs dels rius, anomenats omuramba, travessen l'extrem nord central del Kalahari i proporcionen estanys d'aigua durant la temporada de pluges.
Un semidesert, amb grans extensions de pastura excel·lent després de bones pluges, el Kalahari suporta més animals i plantes que un veritable desert, com el desert de Namib a l'oest. Hi ha poques pluges, i la temperatura estival és molt alta. Les zones més seques solen rebre entre 110 i 20 mm de pluja a l'any, i la més humida una mica més de 50 mm. La Conca de l'Okavango circumdant cobreix més de 2.500.000 km² estenent-se més a Botswana, Namíbia i Sud-àfrica, envaint parts d’Angola, Zàmbia i Zimbàbue.
Hi ha nombroses zones dins del Kalahari, com ara Groot-vloer Pan i Verneukpan, on hi ha proves d'un clima més humit en forma d'antics contorns per captar aigua. Aquesta i altres zones, així com els fons dels rius, van ser escrites àmpliament a Sciforums per un article de Walter Wagner sobre les extenses zones abans humides del Kalahari. El Kalahari és extens i s'estén més al nord, on també existeixen rutes extenses abandonades.

## Clima
El clima és més semiàrid al nord i a l'est, on predominen els boscos secs, les sabanes i els llacs salats. Al sud i a l'oest, on la vegetació és predominantment de sabana xèrica o fins i tot semidesèrtica, el clima és semiàrid "kalaharià". El clima de Kalahari és subtropical (temperatura mitjana anual superior o igual a 18 °C, en pics que arriben als 40 °C i superiors, amb la temperatura mitjana mensual del mes més fred estrictament per sota dels 18 °C), i és semiàrida amb l'estació seca d'abril a setembre, els sis mesos més freds de l'any. És l'equivalent tropical del sud del clima sahelià amb l'estació humida durant l'estiu. L'altitud s'ha adduït com l'explicació per què el clima de Kalahari no és tropical; la seva altitud oscil·la entre 600 i 1600 metres (i generalment entre 800 i 1200 metres), donant lloc a un clima més fresc que el del Sahel o el Sàhara. Per exemple, les gelades hivernals són freqüents de juny a agost, rarament es veuen a les regions més càlides del Sahel. Per la mateixa raó, les temperatures d'estiu certament poden ser molt caloroses, però no en comparació amb les regions de baixa altitud del Sahel o el Sàhara, on algunes estacions registren les temperatures mitjanes del mes més càlid al voltant dels 38 °C, mentre que la temperatura mitjana del mes més càlid de qualsevol regió del Kalahari maig supera els 29 °C, tot i que les temperatures diàries de tant en tant arriben fins als 45 °C (44,8 °C al camp de descans de Twee Rivieren el 2012).

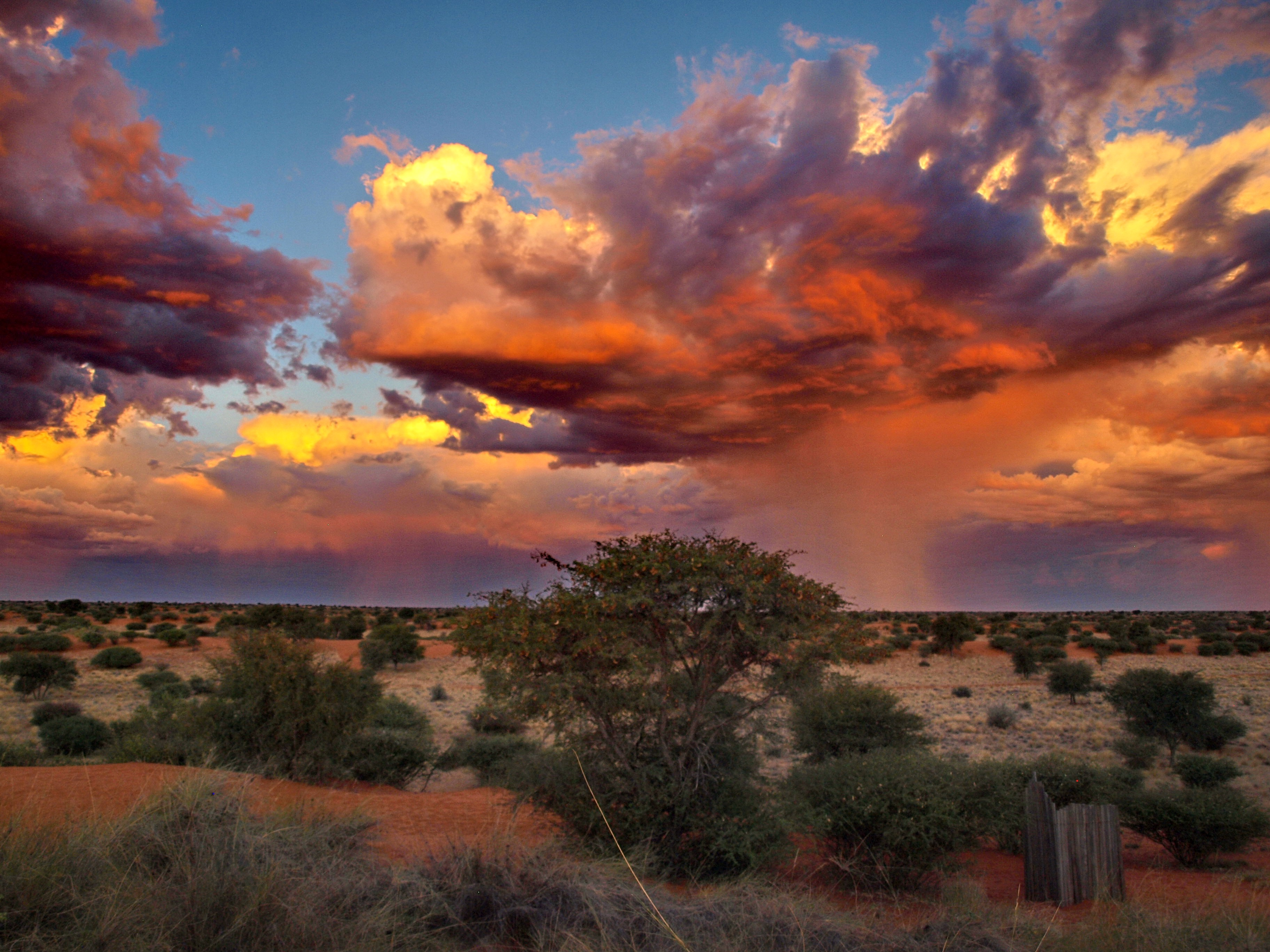
Tempesta intensa a prop de Stampriet

L'estació seca dura vuit mesos o més, i l'estació humida normalment de menys d'un mes a quatre mesos, depenent de la ubicació. El sud-oest de Kalahari és la zona més seca, especialment una petita regió cap a l'oest-sud-oest de Tsaraxaibis (sud-est de Namíbia). La mitjana anual de precipitacions oscil·la entre els 110 mm (prop de l'aridesa) a més de 500 mm en algunes zones del nord i l'est. Durant l'estiu a totes les regions, les pluges poden anar amb tempestes fortes. A les parts més seques i assolellades del Kalahari, es registren de mitjana més de 4.000 hores de sol anuals.
Al Kalahari, hi ha tres mecanismes principals de circulació atmosfèrica, dominats per l'anticicló Kalahari High a l'hivern, i pel Kalahari Heat Low a l'estiu:
- El nord i el nord-oest del Kalahari estan subjectes a l'alternança  Zona de convergència intertropical (ITCZ)/ Alisis continentals. L'ITCZ és l'àrea de trobada dels vents alisis boreals amb els seus homòlegs australs el que els meteoròlegs anomenen Equador meteorològic i el mariners Doldrum o Pot-au-noir: l'ITCZ genera pluges a l'estació humida, mentre que els vents alisis continentals provoquen l'estació seca;
- La resta del Kalahari està subjecte als vents alisis marítims que en gran part perden la seva humitat mentre creuen i sobrepassen la Gran Escarpa de l'Àfrica Meridional abans d'arribar sobre el Kalahari.
- A l'estiu de l'hemisferi sud (de desembre a febrer), es desenvolupa un sistema de baixa pressió sobre el Kalahari, que és impulsat per un fort escalfament superficial (conegut com a Baixa Tèrmica). El sistema de baixa pressió ajuda a controlar el vent de l'est que porta la humitat que emana de l'oceà Índic,[5] influint així en la pluja a tot el sud d'Àfrica.[6]

Hi ha enormes reserves d'aigua subterrània sota parts del Kalahari; la Cova de l'Alè del Drac, per exemple, és el llac subterrani no subglacial més gran documentat. Aquestes reserves poden ser en part residus d'antics llacs; el desert de Kalahari va ser una vegada un lloc molt més humit. L'antic llac Makgadikgadi dominava la zona, cobrint el Makgadikgadi Pan i les zones circumdants, però es va drenar o es va assecar fa uns 10.000 anys. Va poder haver cobert fins a 120000 km². En l'antiguitat, hi havia prou humitat per a l'agricultura, amb dics i preses que recollien l'aigua. Ara estan plens de sediments, estan trencats o ja no estan en ús, tot i que es poden veure fàcilment a través de Google Earth.
El Kalahari ha tingut una història climàtica complexa durant els darrers milió d'anys, en línia amb els grans canvis globals. Els canvis dels darrers 250.000 anys s'han reconstruït a partir de diverses fonts de dades, proporcionant proves d'antics llacs extensos i períodes més secs. Durant aquest últim, l'àrea del Kalahari s'ha expandit per incloure parts de l'oest de Zimbabwe, Zàmbia i Angola.
L'arena del desert de Kalahari, que en uns quants llocs té un gruix de 400 metres, ajuda a fer disponible l'aigua i afavoreix la vegetació; tanmateix, aquests sòls són molt pobres en nutrients.

## Vegetació
La vegetació natural del Kalahari té un ventall de tipus de sabana. Al sud-oest, que és el més àrid, la sabana és dominada per herbes i arbusts i la proporció dels arbres augmenta generalment en la direcció nord-est. El delta de l'Okavango presenta vegetació d'aiguamolls. Una característica important del Kalahari és que es troba en una zona plana, però on isoladament hi ha turons i inselbergs.

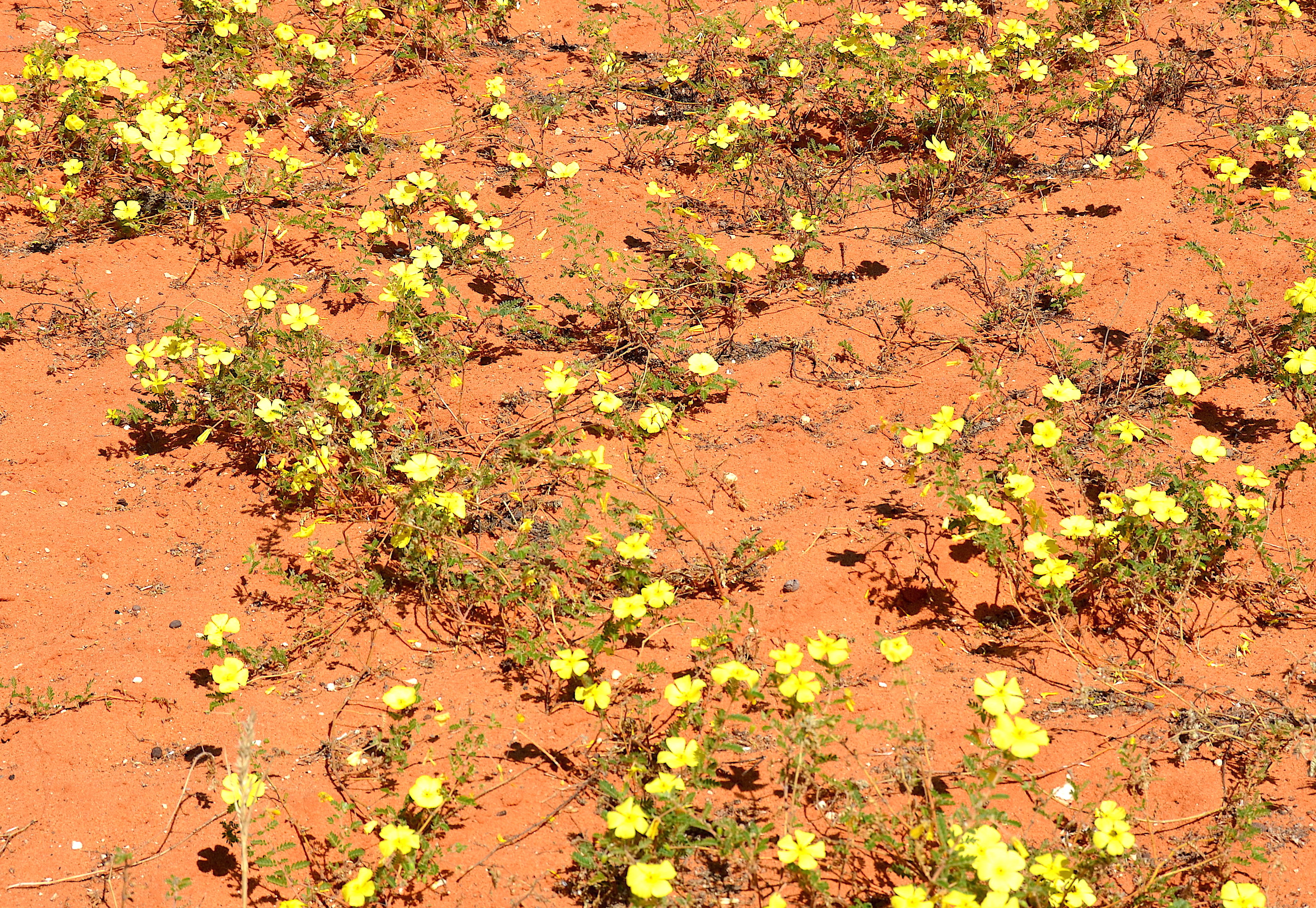
Flor de l'espina del diable (Tribulus zeyheri) que creix al desert de Kalahari

A causa de la seva baixa aridesa, el Kalahari admet una certa varietat de flora. La flora autòctona inclou acàcies i moltes altres herbes i herbes. La planta Cucumis metuliferus, una cucurbitàcia, és present al desert de Kalahari.
Fins i tot on el desert del Kalahari és prou sec per qualificar-se com un desert en el sentit de tenir poca precipitació, no és estrictament un desert perquè té una coberta del sòl massa densa. La principal regió que no té cobertura terrestre es troba al sud-oest de Kalahari (al sud-est de Namíbia, al nord-oest de Sud-àfrica i al sud-oest de Botswana) al sud del parc transfronterer de Kgalagadi. Per exemple, al municipi del districte de ZF Mgcawu de Sud-àfrica, la cobertura vegetal total pot ser tan baixa com el 30,72% a les terres de conreu no protegides (de pasturatge de bestiar) al sud del campament de descans de Twee Rivieren i el 37,74% a les zones protegides (de pasturatge de bestiar) de la costa sud-africà del parc transfronterer de Kgalagadi: aquestes zones de sabana xèrica més meridional de Kalahari són realment semidesèrtics. No obstant això, a la resta de Kalahari, excepte a les salines durant l'estació seca, la cobertura vegetal pot ser més densa, fins a gairebé el 100%, en algunes zones limitades.
En una superfície d'uns 600.000 km² al sud i a l'oest del Kalahari, la vegetació és principalment de sabana xèrica. Aquesta àrea és l'ecoregió identificada pel Fons Mundial per a la Natura com a sabana xèrica de Kalahari AT1309. Les herbes típiques de la sabana són Schmidtia, Stipagrostis, Aristida i Eragrostis; aquests s'intercalen amb arbres com el camelthorn (Acacia erioloba), el camelthorn gris (Acacia haematoxylon), l’arbre del pastor (Boscia albitrunca), el blackthorn (Acacia mellifera) i el raïm de fulla platejada (Terminalia sericea).
En determinades zones on el clima és més sec, es converteix en un autèntic semidesèrtic amb un terreny no totalment cobert de vegetació: vegetació oberta en contraposició a la vegetació "tancada". Alguns exemples són el nord del municipi de districte de ZF Mgcawu, al nord de Sud-àfrica, i el Keetmanshoop Rural al sud-est de Namíbia. Al nord i l'est, els boscos secs cobreixen una superfície de més de 300.000 km² en què destaquen la Baikiaea plurijuga i diverses espècies d’acàcies. Aquestes regions s'anomenen boscos de Kalahari Acacia-Baikiaea AT0709.
Fora del desert del Kalahari, però a la conca del Kalahari, la vegetació halòfita del nord s'adapta a les cassoles, llacs completament secs durant l'estació seca, i potser durant anys durant les sequeres, com a Etosha (Etosha Pan halophytics AT0902) i Makgadikgadi (Saladar de Makgadikgadi AT0908).
Una vegetació totalment diferent s'adapta a l’aigua dolça perenne del delta de l'Okavango, una ecorregió anomenada prada inundada del Zambeze AT0907.

## Fauna
El Kalahari és la llar de molts ocells i animals migratoris. Abans refugis per a animals salvatges, des d’elefants fins a girafes, i per a depredadors com els lleons i els guepards, ara els rius són majoritàriament llocs de pastura. Tanmateix, encara es poden trobar lleopards i guepards. La zona ara està molt pasturada i les tanques de bestiar restringeixen el moviment de la fauna. Entre els deserts de l'hemisferi sud, el Kalahari s'assembla més a alguns deserts d'Austràlia en la seva latitud i el seu mode de formació.
Tot i que hi ha poques espècies endèmiques, a la regió es troben una gran varietat d'espècies, entre les quals hi ha grans depredadors com el lleó (Panthera leo), el guepard (Acinonyx jubatus), el lleopard (Panthera pardus), la hiena tacada (Crocuta crocuta), el marró. hiena (Parahyaena brunnea) i gos salvatge africà (Lycaon pictus pictus). Les aus rapinyaires són l'ocell secretari (Sagittarius serpentarius), l'àguila marcial (Polemaetus bellicosus) i altres àguiles, el duc lletós (Bubo lacteus) i altres mussols, falcons, astors, xoriguers i estels. Altres animals són els nyus, els springboks, l'òrix del Cap i altres antílops, els porcs espins (Hystrix africaeaustralis) i els estruços (Struthio camelus).
Algunes de les àrees dins del Kalahari són zones humides estacionals, com ara els Saladar de Makgadikgadi de Botswana. Aquesta zona, per exemple, admet nombroses espècies halòfiles i, en època de pluges, desenes de milers de flamencs visiten aquestes paelles.
La major amenaça per a la vida salvatge són les tanques aixecades per gestionar ramats de bestiar de pastura, que també elimina la coberta vegetal de la pròpia sabana. Els ramaders també enverinen o caçaran depredadors de les terres de pastura, especialment els xacals i els gossos salvatges.

## Àrees protegides
Les àrees protegides següents es van establir al Kalahari:
- Reserva de Caça del Kalahari Central
- Parc transfronterer de Kgalagadi
- Reserva de caça Khutse
- Tswalu Kalahari

## Població

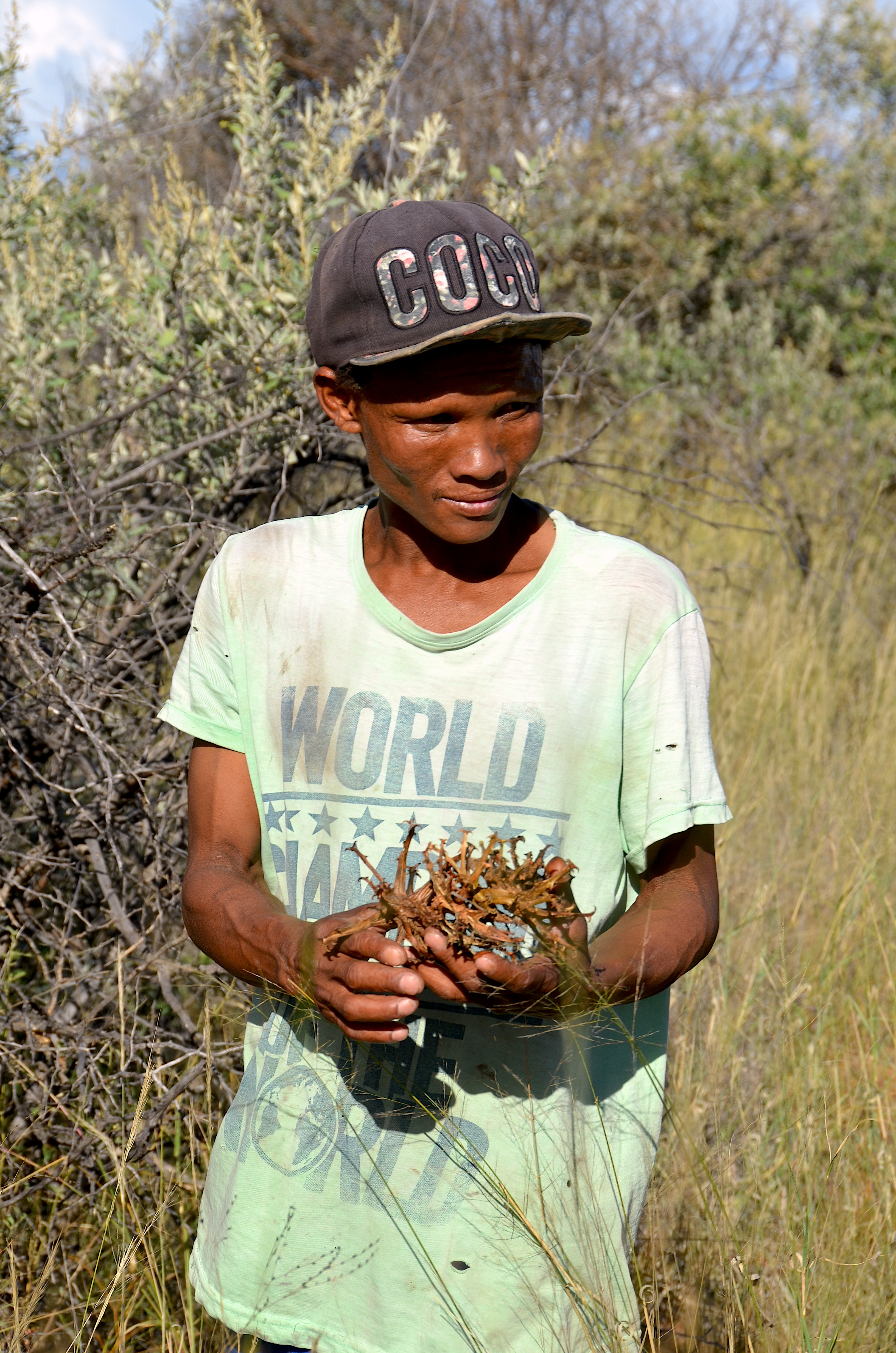
Sanhome recolllint l'urpa del diable (2017)

El poble San ha viscut al Kalahari durant 20.000 anys com a caçadors-recol·lectors. Cacen caça salvatge amb arcs i fletxes verinoses i recullen plantes comestibles, com baies, melons i fruits secs, així com insectes. Els san obtenen la major part dels seus requeriments d'aigua de les arrels de les plantes i els melons del desert que es troben al terra del desert o sota. Sovint emmagatzemen aigua a les closques dels ous d'estruç. Els san viuen en barraques construïdes amb materials locals: el marc està fet de branques i el sostre és de palla amb herba llarga. La majoria de les seves tècniques de caça i recol·lecció reprodueixen tribus prehistòriques. Tsuana, Kgalagadi i Herero de parla bantú i un petit nombre de colons europeus també viuen al desert de Kalahari. La ciutat de Windhoek està situada a la Conca de l'Okavango.

## Kalahari, San i diamants
El 1996, De Beers va avaluar el potencial de la mineria de diamants a Gope. El 1997 va començar el desallotjament de les tribus San i Bakgalagadi a la Reserva de Caça del Kalahari Central de les seves terres. L'any 2006, un tribunal superior de Botswana va donar una decisió a favor de les tribus San i Bakgalagadi a la reserva, trobant el seu desallotjament il·legal. El govern de Botswana va concedir un permís a De Beers' Gem Diamonds/Gope Exploration Company (Pty) Ltd. per dur a terme activitats mineres dins de la reserva.

## Gleria

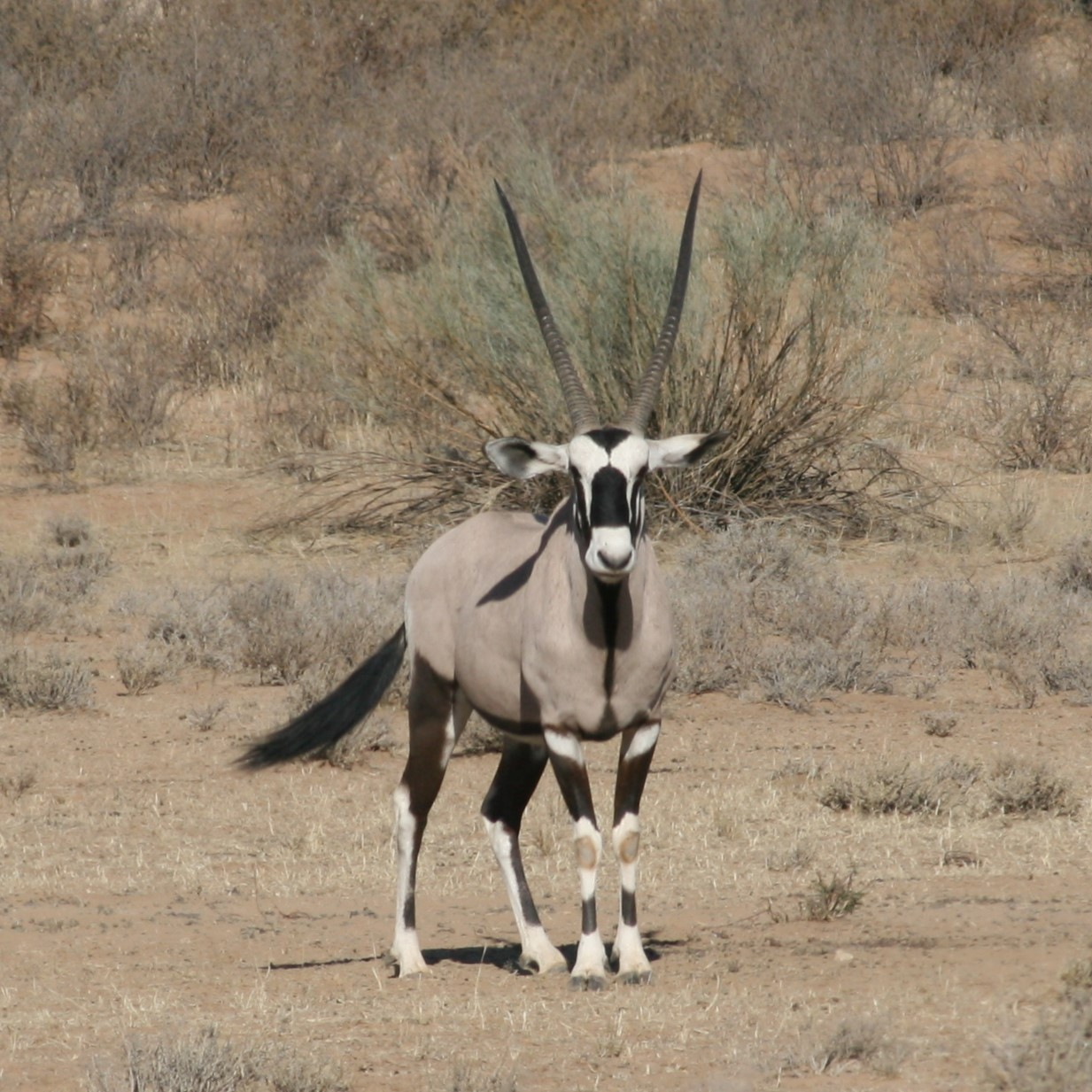
Òrix del Cap
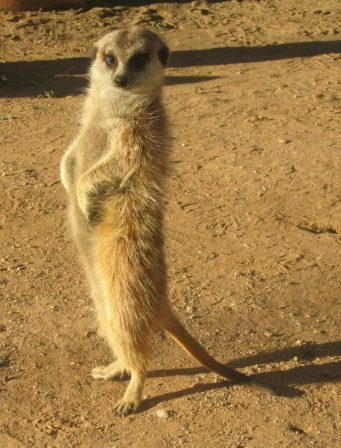
Unsuricata al Kalahari
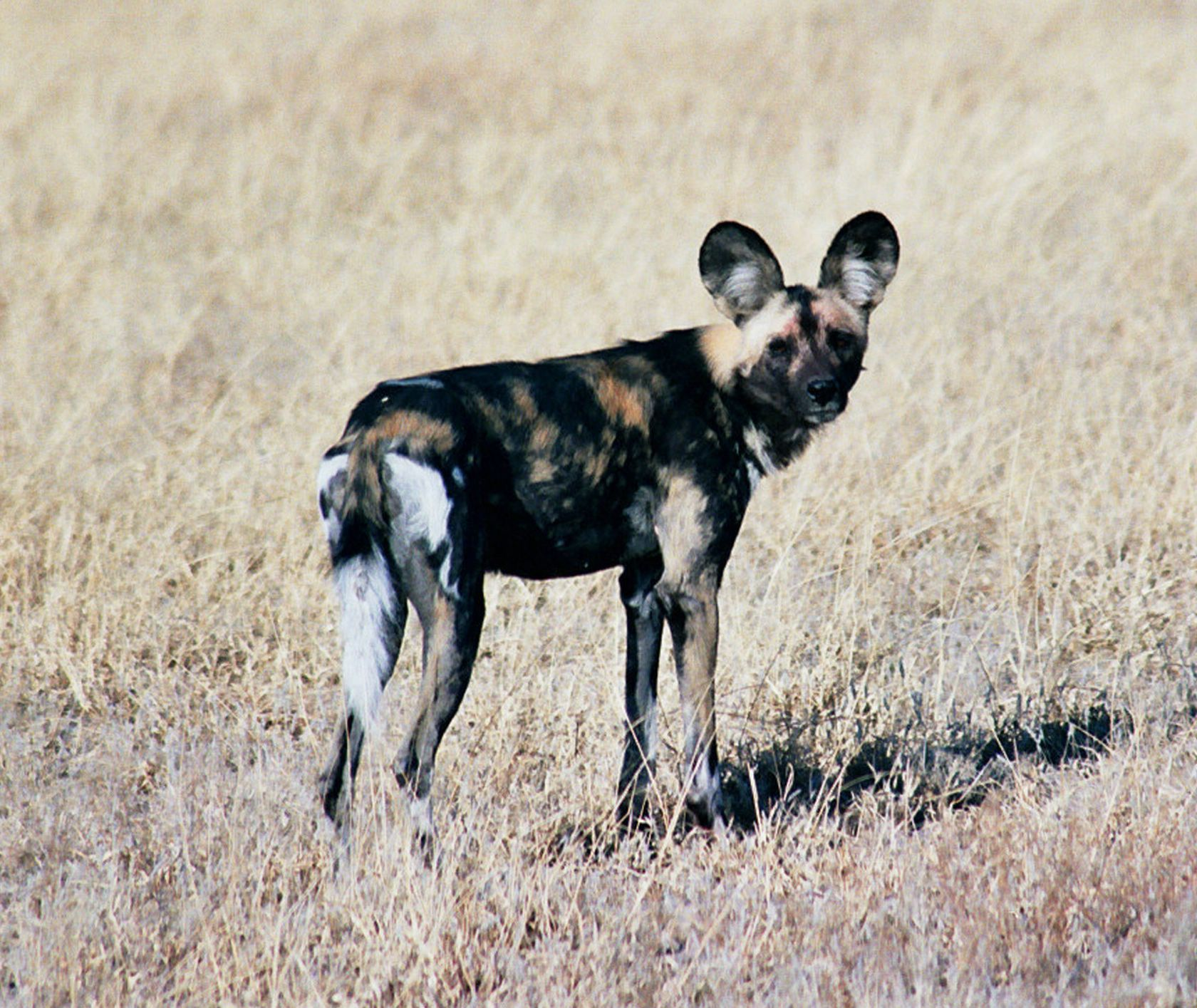
El gos salvatge africà en perill d'extinció a la reserva de caça del Kalahari Central